# Stanley Kwan
Stanley Kwan (chinês simplificado: 关锦鹏; chinês tradicional: 關錦鵬; nascido em 9 de outubro de 1957) é um diretor e produtor de cinema de Hong Kong.
Kwan conseguiu um emprego na TVB depois de se formar em comunicação de massa no Hong Kong Baptist College. O primeiro filme de Kwan foi Nu ren xin (1985), estrelado por Chow Yun-fat, e foi um grande sucesso de bilheteria.
Os filmes de Kwan muitas vezes tratam com simpatia a situação das mulheres e suas lutas com os assuntos românticos do coração. Yim ji kau (1987), Ren zai Niu Yue (1989), Ruan Ling Yu (1992), uma cinebiografia da estrela do cinema mudo Ruan Lingyu e Chang hen ge (2005), são todos filmes típicos de Kwan. Hung mooi gwai baak mooi gwai (1994) é uma adaptação de uma novela homônima de Eileen Chang. O filme foi inscrito no Festival Internacional de Cinema de Berlim de 1995. Seu filme Yue kuai le, yue duo luo de 1998 ganhou o Alfred Bauer Prize e o Teddy Award no Festival Internacional de Cinema de Berlim de 1998.
Kwan se assumiu gay em 1996 em Naamsaang-neuiseung, seu documentário que analisa a história do cinema em língua chinesa através do prisma dos papéis de gênero e da sexualidade. Ele é um dos poucos diretores assumidamente gays na Ásia e um dos poucos que trabalhou nesses temas. Seu Lan Yu (2001) adapta uma história de amor gay publicada originalmente na Internet.
Kwan também é professor ocasional na Universidade da Cidade de Hong Kong, onde ensina direção e redação para alunos.

## Filmografia

### Cinema
- Nu ren xin 女人心 (1985)
- Dei ha ching 地下情 (1986)
- Yim ji kau 胭脂扣 (1987)
- Ren zai Niu Yue 人在紐約 (1989)
- Leung goh nuijen, yat goh leng, yat goh m leng 兩個女人，一個靚一個唔靚 (1992)
- Ruan Ling Yu 阮玲玉 (1991)
- Hung mooi gwai baak mooi gwai 紅玫瑰白玫瑰 (1994)
- Naamsaang-neuiseung 男生女相：華語電影之性别 (1996)
- Yue kuai le, yue duo luo 愈快樂愈墮落 (1997) (Teddy Award em 1998)
- Nian ni ru xi 念你如昔 (1997)
- You shi tiaowu 有時跳舞 (1999)
- Lan Yu 藍宇 (2001)
- Chang hen ge 長恨歌 (2005)
- Yong xin tiao (2010)
- Baat go leuiyan, yat toi hei 八個女人一台戲 （2018）